# Niederstraße 12 (Darmstadt-Bessungen)
Das Fachwerkhaus in der Niederstraße 12 ist ein Bauwerk in Darmstadt-Bessungen.

## Geschichte und Beschreibung
Das Fachwerkhaus wurde im 18. Jahrhundert erbaut.
Das verputzte zweieinhalbgeschossige Fachwerkhaus besitzt ein Krüppelwalmdach.
Eine Gebäudethermografie ergab ein regelmäßiges Fachwerkgefüge im 1. Obergeschoss mit Mannformen.
Traufseitig gibt es entstellende zwerchhausartige Gaubenaufbauten.
Das Fachwerkwohnhaus befindet sich in straßenraumprägender Lage.

## Denkmalschutz
Das Fachwerkhaus ist aus architektonischen und stadtgeschichtlichen Gründen ein Kulturdenkmal.